# Чехословачко гранично утврђење
Чехословачко гранично утврђење (које се у иностранству неформално назива Бенешова линија) систем је тврђава и армиранобетонских утврђења које је Чехословачка изградила у периоду од 1935. до 1938. године на границама са Немачком, Аустријом, Мађарском и Пољском и на одабраним унутрашњим линијама. Разлог за изградњу утврђења била је могућа агресија суседних земаља на Чехословачку територију.
Утврђење се састојало од: лаких утврђења вз. 36 и вз. 37 (званих Шпаргла), тешких утврђења и артиљеријских упоришта. Између појединих тешких утврђења налазио се систем противпешадијских и противтенковских баријера.
За потребе изградње и координацију грађења основана је Дирекција за инжињеријске радове и Савет за утврђивање.
Након прихватања услова Минхенског споразума, већину објеката  користила је нацистичка Немачка, јер је систем утврђења изгубио значај са становишта одбране и никада га Чехословачка војска није користила у сврху за коју је изграђено.

## Разлози за изградњу утврђења
После Првог светског рата, Чехословачка је била нова земља на мапи Европе. Њено постојање било је трн у оку неколико државних ентитета који су је окруживали. Практично једина суседна држава која је била савезник Чехословачке била је Румунија .
На почетку, двадесетих година 20. века, ослабљена Чехословачка влада рачунала је на активно вођење борбених дејстава и, у случају међусобног сукоба са суседима, на брзо премештање борбених дејстава на непријатељску територију.
Касније је, међутим, постало јасно да у случају будућег оружаног сукоба великих размера са суседима, посебно Немачком и Мађарском, Чехословачка неће имати довољно одбрамбених снага да се ефикасно брани без употребе утврђења која би могла око себе везати више нападачких трупа.
Одбрана заснована на чврстим утврђењима у најугроженијим деловима била је најприкладније решење у смислу економског потенцијала земље за одбрану јако дугих граница. Одлучујући тренутак који је утицао на изградњу утврђења била је 1933. година, када је нацистички политичар Адолф Хитлер дошао на власт у Немачкој, чији је политички циљ био ревизија етничких граница Немачке на рачун својих суседа.
Чехословачка није била једина демократска земља у Европи која се ослањала на систем утврђења дуж граница. Били су то нпр. Холандија и Француска. Француски концепт одбране источне границе након Првог светског рата такође се ослањао на систем тешких утврђења, познат као Мажино линија.
Међутим, постојала је велика разлика између чехословачких утврђења и Мажино линије у самом концепту утврђења. Мажино линија имала је намену да заустави непријатеља на граници и не пусти га у Француслу. Чехословачка утврђења првенствено су имала за циљ да заштите земљу од неочекиваног напада током мобилизације војске. Стога је требало добити времена успоравањем непријатељског удара, а војни планови су чак предвиђали накнадно повлачење са ових положаја.
Сам концепт утврђења дуж граница са Немачком и Мађарском захтевао је неутралност Аустрије и Пољске. Међутим, после аншлуса Аустрије, било је јасно да услови за успешну одбрану неће бити добри. Непредвидиво понашање Пољске такође је постало проблематично. Као део тадашњег концепта одбране, планирано је и утврђивање на унутрашњим линијама како би било могуће повлачење из Чешке у Словачку у случају неповољне ситуације.
Иако је линија Мажино била инспирација за чехословачке архитекте тврђава, из Француске никада није достављена пројектна документација. Чехословачки војни и грађевински стручњаци посетили су неколико пута линију Мажино, али чехословачка утврђења су биле њихова сопствена конструкција и у много чему су била савршенија и боља.
Потребу за утврђењима већих размера и укупну одбрамбену стратегију чехословачке војске критиковало је крајем 1930-их неколико надлежних званичника, нпр. ген. Војтех Луза. Међутим, Лужа је, упркос својој стратегији мобилног ратовања, рачунао и на снажну одбрану неких важних деоница.

## Планови и организација изградње
Прво истраживање чији је циљ био проналажење погодних просторија за изградњу утврђења започело је у јесен 1934. године по наредби начелника штаба војске генерала. Л. Крејчија. Теренски преглед поверен је генерал-потпуковнику Ј. Фетки и другима, као нпр. Бохуславу Фиали .
После тога, у пролеће 1935. године предузети су специфични организациони кораци како би се створили оптимални услови која ће директно утивати на управљање и извођење послова око израде утврђења.
Дана 20. марта 1935. године основан је Савет за утврђење (РО), на чијем је челу био Л. Крејчи. Задатак Фортификационог већа био је да прибави средства и материјал потребан за изградњу утврђења. Као саветодавно тело, Врховни савет државне одбране  предложило је редослед и хитност изградње појединих деоница. Изградњом је руководила и координирала активности и Дирекције за утврђење, која је била одговорна за стварну изградњу. К. Хусарек-у је поверено командовање.
Чехословачка влада је 12. децембра 1935. године одобрила програм изградње тешких објеката на најугроженијим одсецима границе, а 5. јуна 1936. године одобрена је изградња мреже утврђења дуж целе границе. За ову намену Чехословачка влада је одобрила 10,14 милијарди круна.
Међутим, коначни план утврђења утврдио је 9. новембра 1936. године у свом плану ген. Хусари.  Према овом плану, утврђења би могла да почну да обављају своје функције након завршетка прве фазе изградње током 1939. године.
Међутим, изградња првих бетонских граничних објеката започета је нешто раније, 1933. године првим такозваним Петржалкиним мостобраном на десној обали Дунава или утврђене полицијске станице.  Прва утврђења која су изграђена под управом Дирекције за утврђења биле су тешке конструкције. Грађене су на стратешки важним местима, посебно на подручју одлучујућег северног правца у Чешкој, где је било могуће очекивати главни правац немачког напада на простору између Одре и Џиновских планина. Овде је била предвиђена изградња непрекидне мреже утврђења.
Главни тешки предмети налазили су се у области Бохумин - Опава, од Кралка до планина Орлицке и од Олешнице до Рахорија.  Поред тога, подручја Петржалка и Комарно брзо су утврђена.
После аншлуса Аустрије, граница са непријатељском Немачком продужена је за 500 км, односно за око четвртину. Граница на југу Моравске, за коју се до тада претпостављало да ју је могуће бранити само лаким препрепака, такође је почела да се утврђује тешким објектима.

## Врсте утврђења
Утврђење се могу поделити на основу отпорности на лака и тешка утврђења. 

### Тешка утврђења
Тешка утврђења  требало су да буду лоцирана на најугроженијим деоницама граничне линије.
Прва утврђења која су изграђена у републици била су тешка утврђења. Ови бункери су планирани на најугроженијим деоницама границе, односно северној Моравској (од Одре до Лабе), на мостобрану Братиславе и у Комарну. Након окупације Аустрије, брзо су пројектована и дуж јужне границе. Укупно је пројектовано 1.276 тешких објеката, а изграђено 226.
Тешка утврђења, за разлику од лаких, требало су да зауставе непријатељско напредовање на дужи временски период, а у случају борбе дужи временски период очекивао се његов независни отпор. Требало је да буде у стању да се боре практично у било које време по завршетку, а по опреми и наоружању, очекивало се да ће их трајно запосести стална посада. Због тога су то била велика задња са сложеном техничком опремом како би олакшао дугорочни отпор. Систем утврђења омогућио је ефикасну одбрану северних граница републике са релативно малим бројем трупа, тако да су се друге јединице могле користити на месту очекиваног главног непријатељског удара.
У случају тешких утврђења, заједнички названих „брвнаре“, могуће је поделити појединачне типове у групе са неколико начина;
- Према наоружању и намени то су пешадија, артиљеријска, минобацачки бункери
- Према грађевинском решењу и броју стрељачких објеката: једностране и двостране (десно, лево и изузетно за фронталну ватру).
- Брвнаре у склопу утврђења, и остале које су одвојене (изоловане).

Тешке фортификационе зграде изграђене су у шест степени отпора, и разликују се у дебљини зидова и плафона. На основу тога склоништа која су имала прве две ознаке приказане арапским бројевима 1 и 2 (отуда и назив „Aрап“, или такође објекат малог типа) имала су слабије зидове и нека делове структуре која је била  поједностављена. Утврђења обележене римским бројевима од I до IV (отуда и ознака „Римљан“, или објекат великог типа) била су снажније сзтуктуре и имала су бољу опрему.
- Тешка и лака утврђења
- Тип K-Bg-S 11
- Тип вз. 37
- Део опреме утврђења
- Војничка спаваоница
- Тип вз. 37

### Артиљеријска тврђава
Артиљеријске тврђаве су тешки објекти који су чинили затворени систем тврђаве. Обухватала је тврђавске пешадијске кабине (основни део тешких утврђења), које су следиле линију изолованих пешадијских кабина, улазну зграду, која је омогућавала улазак у подземље повезујући све објекте у тврђави. Остали објекти могу бити артиљеријска кабина, минобацачка кабина, артиљеријски ротирајући торањ и артиљеријска осматрачница, која је имала одвојене задатке у оквиру тврђаве.
Током изградње утврђења планирано је укупно 17 тврђава.  Све тврђаве су се налазиле на северној граници државе, и од истока ка западу биле су:
- Орао - градња одложена
- Смолков - изградња завршена, војно складиште, неприступачно
- Шибенице - зграда у изградњи, неприступачна
- Гудрих - изградња није започета
- Милотињски врх - зграда је отказана и замењена двема изолованим артиљеријским кабинама (изграђена тек 1938)
- Орлик - изградња није започета
- Кронфелзов - зграда је отказана и замењена једном изолованом артиљеријском кабином (изграђена тек 1938)
- Хурка - изградња завршена, доступна јавности (тачан назив према називу периода Хорка)
- Шупа - изградња завршена, отворена за јавност
- Адам - изградња скоро завршена, војно складиште, неприступачно
- Бартошовице - зграда је укинута и замењена тврђавом Ханичка
- Ханичка - изградња завршена, отворена за јавност
- Скутина - зграда у изградњи, отворена за јавност
- Доброшов - зграда у изградњи, отворена за јавност
- Јирова хора - изградња није започета
- Поустка - изградња није започета
- Штахелберг - зграда у изградњи, отворена за јавност

### Лака утврђења
Лака утврђења су била најрбројнија и требало је да покрију читаву угрожену границу испаљивањем пројектила из малокалибарског наоружања, посебно митраљеза . Њихова одбрана улога била је да обезбеди заштиту посадама снаге од 2 до 8 људи. Укупно је изграђено више од 10.000 таквих утврђења, од којих је око 9 000 представљају утврђења типа вз. 37.   Занимљива чињеница је да се већина лаких утврђења није суочавала са непријатељем, већ је требало да их покрије ватром у правцу унутар чехословачке територије и такође околних утврђења. Према непријатељу, утврђења су била прекривена земљаним бедемом, који је требало да их заједно са армирано-бетонским зидовима заштити од директне ватре немачке артиљерије и тешког наоружања. Снага утврђења била је у међусобном покривању појединих светлосних делова.
Што се тиче унутрашње опреме утврђења (дистрибуција воде, ожичење и вентилација филтерима), сви радови су у потпуности завршени. Зграде су имале инсталиране и уграђене дизел генераторе, а припремљене су и одговарајуће залихе горива. У складиштима су се налазиле и залихе хране. Слично томе, утвршење је било опскрбљено муницијом, мада до септембра 1938. складишта муниције није било могуће напунити до прописаних норматива (до краја 1938. међутим ситуација се морала променити).

## Препреке
Препреке за јуришно возило и пешадију биле су веома важан део линије утврђења. То су биле тешке и лаке препреке. Били су тешки према јуришном возилу, лака је употребљена против пешадије.
Препреке су биле намењена да задрже непријатеља не само током напада из главног правца, већ и током могућег напада на објекат са задње стране. Требали су да повежу линију утврђења читавом дужином непрекидном низом која је на обе стране омогућавала пуцање аутоматским оружјем, и бранила стратешки важне путеве и друге могуће улазе на чехословачку територију.

## Судбина утврђења
У септембру 1938. године, у време када су европске силе започеле преговоре о повлачењу чешко-словачких Судетских крајева од стране нацистичке Немачке, утврђења у већини области нису довршена или потпуно опремљена. Јединице за одбрану утврђења још увек нису распоређене у неколико одељења a одабране јединице још увек нису адекватно обучене да их бране.
Утврђења нису могла бити завршена на време ни на целој чешко-немачкој граници, јер је аншлус Аустрије ову границу проширио за још један дугачки део, који је утврђењима био тек мало заштићен (до непосредне претње републици и почетка Минхенски преговори, била је недовршена линија лаких утврђења и шест пешадијских бункера). Према претпоставкама, бункери су требали бити спремне за борбу до краја 1939. године.
Утврђења у саставу Трећег рајха
После потписивања Минхенског споразума и повлачења границе, већина утврђених територија припала је Немачкој, док су преостали делови углавном били неискоришћени, кер су чрхословсчке трупе морале да напусте велику већину утврђења након 6. октобра 1938. године
Упркос чињеници да је војска била спремна и одлучна да се брани по сваку цену, нова Помнијева влада одлучила је да демобилише трупе до децембра 1938. године Иако је постојећа опрема утврђења демонтирана, она је убрзо пала у руке нациста током окупације остатка земље у марту 1939. године. Немачка је преузела све, од мапа и планова до оружја, пушкарница, осталих оклопних елемената (звона и куполе), опреме за осветљење, препрека за лифтове. Неке компоненте, попут оклопних елемената, могле су се уклонити само у оквиру планиране ликвидације утврђења, за које је било задужено особље за рушење утврђења. Материјал који су Немци запленили у утврђењу до краја 1940. године процењен је на више од 50 милиона рајхсмарака.  Нацисти су касније део опреме утврђења користили у изградњи атлантског зида, односно утврђења на обали Француске, Белгије, Холандије, Данске и Норвешке. Немци су тврђаву такође користили за обуку и припрему својих офанзивних јединица за борбу са утврђењима у Француској и Белгији. У том циљу су Немци у Кралицком обучавали своју специјалну ваздушно-десантну јединицу Гранит и припремала се за напад на белгијску тврђаву Ебен-Емаел.
Употреба утврђења на крају Другог светског рата
На крају Другог светског рата, немачка војска је користила само утврђења Орел код Хлучина за одбрану од совјетских трупа, користећи недовршен пешадијске  бункере, које су замењене неквалитетним бетонским препрекама звона или  митраљеским гнездим.  Борбе за утврђења започете су 17. априла 1945. и трајале су до 26. априла.
Послератна судбина утврђења
После рата, већина бункера била је у запуштеном стању. Војска је почела да користи у првобитне сврхе само неколико објеката у јужној Моравској на граници са Аустријом. До данас су утврђења сачувана у разном стању. Већина је дотрајала док су нека рестаурирана и користе се као музеји, па су нпр.у Чешкој то артиљеријска тврђава Боуда, Ханичка, Стацхелберг, пешадијски бункер НС 82 Брезинка. У Словачкој су реконструисане неки бункери у околини Братиславе.
Чешка војска и даље користи само нека утврђења и улазак у њих је забрањен. Такав је нпр. артиљеријско утврђење Адам код Младкова у округу Усти над Орлици, које се користи као складиште муниције.
- Утврђења која данас користи чешка војска (N-S 82)
- N-S 82